# Säbelantilope

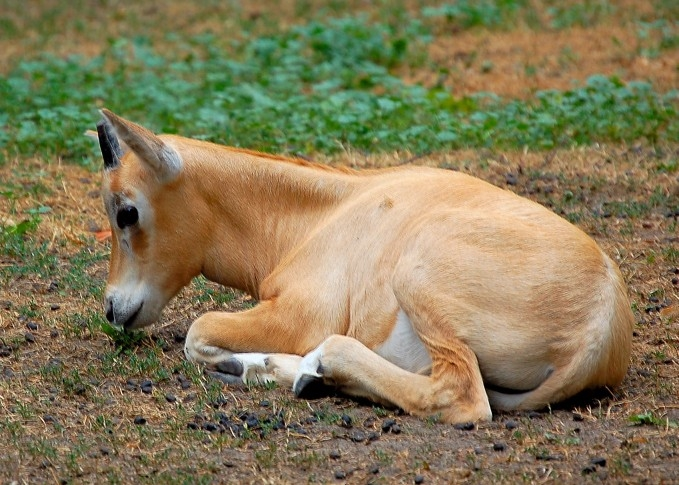
Jungtier

Die Säbelantilope (Oryx dammah) ist eine einst in der Sahara beheimatete Art der Oryxantilopen.

## Äußere Merkmale
Von den anderen Arten der Gattung der Oryxantilopen ist sie durch die Form der Hörner zu unterscheiden, welche bei einer Länge von 1  bis 1,25 Meter stark nach hinten gebogen sind. Die Schulterhöhe beträgt 120 Zentimeter, das Gewicht bis zu 200 Kilogramm. Das Fell ist weiß, zum Teil bräunlich gefärbt.

## Verhalten
Die Säbelantilope ernährt sich von Gräsern, Blättern und Früchten und lebt in Herden mit bis zu siebzig Tieren. Die Tragzeit beträgt etwa 270 Tage, nach der das Weibchen ein einzelnes Junges wirft.

## Verbreitung
Als reines Wüstentier lebte die Säbelantilope in der zentralen Sahara, in der große Säugetiere ansonsten eine Rarität sind. Während sie aber einst von Mauretanien bis Ägypten in großen Herden lebte, gab es zuletzt nur noch kleine Restvorkommen im Norden der Staaten Niger und Tschad. Einst sollen die Herden bis zu tausend Antilopen umfasst haben. Innerhalb der Sahara wanderten sie weit umher und konnten mehrere Monate ohne Wasser überleben.

## Ausrottung in Freiheit
Durch unkontrollierte Jagd, die zuletzt von Autos und Flugzeugen aus erfolgte, wurde die einst häufige Säbelantilope in der Wildnis vollkommen vernichtet. Da ihr Habitat ihnen keine Möglichkeit zum Aufsuchen von Verstecken bot, verlief der Vernichtungsprozess sehr schnell. In Ägypten starb die Säbelantilope bereits um 1850 aus. In der zentralen Sahara überlebten die Herden einige Jahrzehnte, doch in den 1970ern überlebten nur kleine Gruppen rund um das Termit-Massiv im Niger und im Naturschutzgebiet Ouadi Rimé–Ouadi Achim im Tschad. Ausgedehnte Suchexpedition in den Jahren 2001 bis 2004 konnten keine lebende Säbelantilope mehr sichten, sodass die IUCN den Status der Art auf in der Wildnis nicht mehr vorkommend ändern musste. Allerdings gab es in jüngerer Zeit eine unbestätigte Sichtung von vier Säbelantilopen im Norden Nigers.

## Erhaltung in Menschenobhut

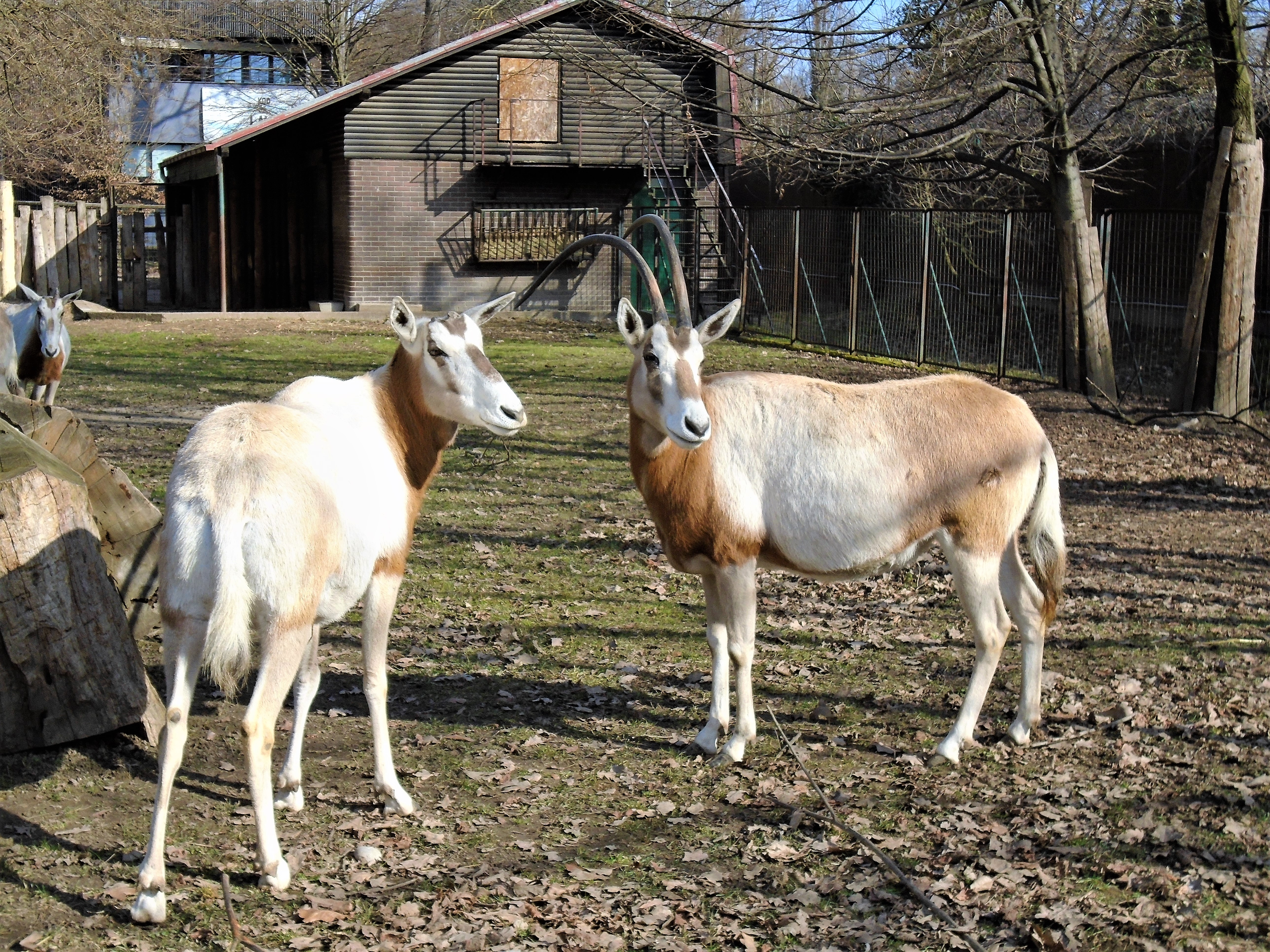
Säbelantilope im Zagreber Zoo, Kroatien

Paradoxerweise ist die in der Wildnis nicht mehr vorkommende Säbelantilope die zweithäufigste in Zoos gehaltene Antilope; nur die Hirschziegenantilope ist noch häufiger vertreten. Insgesamt gab es 2005 weltweit mindestens 1500 Tiere, die im Rahmen von Zuchtprogrammen gehalten wurden. In den Vereinigten Arabischen Emiraten werden in einer privaten Sammlung vermutlich über 4000 Tiere gehalten.
Anfang 2012 war der Bestand auf texanischen Jagd-Farmen auf mindestens 6000 Tiere angewachsen. Die amerikanische Tierrechtsorganisation "Friends of Animals" gewann jedoch einen Rechtsstreit gegen die amerikanische Naturschutzbehörde, welche für die Jagd auf die geschützten Antilopen eine Ausnahmebewilligung erteilt hatte. Infolgedessen wurde ab April 2012 die Jagd auf die Oryx in Texas erschwert – obgleich es sich in Nordamerika um keine heimische Art, sondern eine Neozoe handelt. Zahlreiche Farmen haben daraufhin ihren Oryx-Bestand verringert. Im amerikanischen Kongress gibt es einen Vorstoß, den Save Endangered Species Act of 2013, um die Jagd auf Säbelantilopen in den USA wieder zuzulassen.
Im Januar 2014 wurde die Säbelantilope vom amerikanischen Kongress aus der "endangered species list" gestrichen. Dadurch wurde die Jagd auf die Antilope wieder vereinfacht.

## Auswilderung

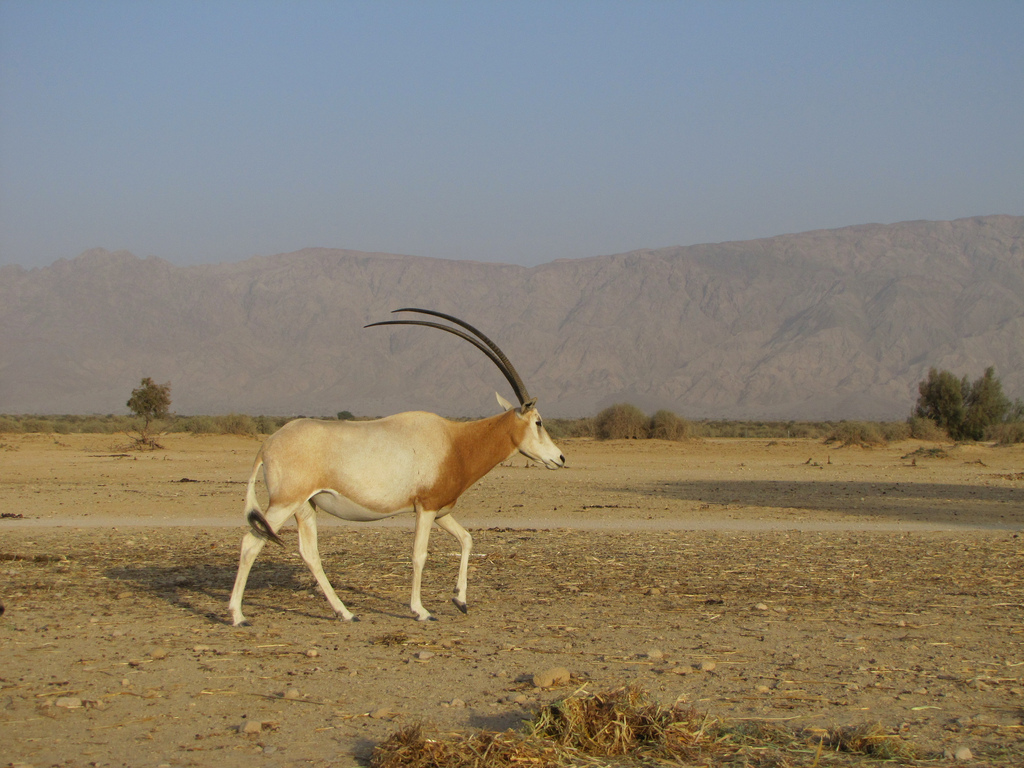
Säbelantilope im Yotveta Hai-Bar-Wildreservat in Israel

Da die Säbelantilope nicht durch Lebensraumvernichtung, sondern durch Jagd in Freiheit vernichtet wurde, erschienen schon bald Auswilderungen sinnvoll. Bereits im Jahre 1986 wurden zehn Tiere im Süden Tunesiens in einem umzäunten Gebiet des Bou-Hedma-Nationalparks ausgewildert. Bis 1997 hatte sich diese Herde auf 84 Tiere vermehrt.
Auch in anderen umzäunten Schutzgebieten in Tunesien, Marokko und Senegal werden Tiere gehalten.

## Einzelbelege
1. ↑  Spinage, S. 183
2. 1 2  Scimitar-horned Oryx auf der IUCN-Liste der bedrohten Tierarten abgerufen am 16. November 2013
3. 1 2  "Can hunting endangered animals save the species?", Lara Logan, Max McClellan, CBS, 29. Januar 2012
4. ↑  "In My View" (Seite nicht mehr abrufbar, festgestellt im Mai 2019. Suche in Webarchiven)  Info: Der Link wurde automatisch als defekt markiert. Bitte prüfe den Link gemäß Anleitung und entferne dann diesen Hinweis., Priscilla Feral, Präsidentin von Friends of animals, Frühjahr 2012
5. ↑  "Antilopen in Texas: Jagdverbot bedroht seltene Tiere", Martin Suter, 20 min, 9. April 2012
6. ↑  Save Endangered Species Act of 2013
7. ↑  Approved — Three amigos exempted from endangered species list,  Conor Harrison, 18. Januar 2014, Texas Hunting